# Gauthier Pinaud
Pour les articles homonymes, voir Pinaud.
Gauthier Pinaud, né le 8 janvier 1988 à Châteauroux, est un footballeur français jouant au poste de défenseur.

## Biographie
Gauthier Pinaud commence sa carrière professionnelle à Châteauroux, en Ligue 2.
En 2011, il rejoint le Racing Club de Strasbourg, club relégué administrativement en CFA2.
En juin 2014, et malgré une bonne saison où il a été replacé au poste d'arrière latéral droit, il arrive en fin de contrat et n'est pas prolongé par le Racing Club de Strasbourg.
Début juillet 2014, il signe un contrat d'un an, reconductible, avec l'US Orléans, promue en Ligue 2 pour la saison 2014/2015.
Après six saisons avec l'USO, il quitte le club à la fin de la saison 2019-2020 après à la descente du club en National 1.

## Statistiques
| Saison                | Club                  | Championnat           | Championnat | Championnat | Coupe nationale | Coupe nationale | Coupe de la Ligue | Coupe de la Ligue | Total | Total |
| Saison                | Club                  | Division              | M.          | B.          | M.              | B.              | M.                | B.                | M.    | B.    |
| 2007-2008             | LB Châteauroux        | Ligue 2               | 3           | 0           | 1               | 0               | -                 | -                 | 4     | 0     |
| 2008-2009             | LB Châteauroux        | Ligue 2               | 9           | 0           | 1               | 0               | 1                 | 0                 | 11    | 0     |
| 2009-2010             | LB Châteauroux        | Ligue 2               | 14          | 1           | -               | -               | 1                 | 0                 | 15    | 1     |
| 2010-2011             | LB Châteauroux        | Ligue 2               | 21          | 0           | 2               | 0               | -                 | -                 | 23    | 0     |
| Sous-total            | Sous-total            | Sous-total            | 47          | 1           | 4               | 0               | 2                 | 0                 | 53    | 1     |
| 2011-2012             | RC Strasbourg         | CFA 2                 | 24          | 4           | 3               | 1               | -                 | -                 | 27    | 5     |
| 2012-2013             | RC Strasbourg         | CFA                   | 25          | 1           | 5               | 0               | -                 | -                 | 30    | 1     |
| 2013-2014             | RC Strasbourg         | National              | 33          | 0           | 1               | 0               | -                 | -                 | 34    | 0     |
| Sous-total            | Sous-total            | Sous-total            | 82          | 5           | 9               | 1               | -                 | -                 | 91    | 6     |
| 2014-2015             | US Orléans            | Ligue 2               | 25          | 0           | 2               | 0               | 1                 | 0                 | 28    | 0     |
| 2015-2016             | US Orléans            | National              | 25          | 0           | 2               | 0               | 1                 | 0                 | 28    | 0     |
| 2016-2017             | US Orléans            | Ligue 2               | 25+2        | 0           | -               | -               | 2                 | 0                 | 29    | 0     |
| 2017-2018             | US Orléans            | Ligue 2               | 16          | 0           | 1               | 0               | 1                 | 0                 | 18    | 0     |
| Sous-total            | Sous-total            | Sous-total            | 93          | 0           | 5               | 0               | 5                 | 0                 | 103   | 0     |
| Total sur la carrière | Total sur la carrière | Total sur la carrière | 222         | 6           | 18              | 1               | 7                 | 0                 | 247   | 7     |